# Roman Frydman
Roman Frydman (ur. 1948) – amerykański ekonomista polskiego pochodzenia, profesor na Uniwersytecie Nowojorskim. Bliski współpracownik (i były student) laureata Nagrody Nobla, Edmunda Phelpsa.
Uzyskał licencjat z matematyki i fizyki od uczelni Cooper Union (1971), tytuł magistra matematyki i informatyki na Uniwersytecie Nowojorskim (1973), magistra ekonomii na Columbia University (1976), a w 1978 roku obronił doktorat z ekonomii (z wyróżnieniem) na tej samej uczelni. Współautor wydanej w 1983 książki Individual Expectations and Aggregate Outcomes: "Rational Expectations" Examined, w której zakwestionował tzw. hipotezę racjonalnych oczekiwań. Wraz z Michaelem Goldbergiem opracował nową metodę tworzenia prognoz ekonomicznych – IKE (imperfect knowledge economics, ekonomia niedoskonałej wiedzy).

## Wybrane publikacje
- Privatization in Eastern Europe: Is the State Withering Away? (1994, wspólnie z A. Rapaczyńskim)
- Small Privatization: Transformation of Retail Trade and Service Sectors in Poland, Hungary, and the Czech Republic (1994, współautor)
- Capitalism with a Comrade's Face and Other Studies in Postcommunist Transition (1998, współautor)
- Knowledge, Information and Expectations in Modern Macroeconomics: In Honor of Edmund S. Phelps (2003, współautor)
- Ekonomia wiedzy niedoskonałej. Kurs walutowy i ryzyko, współaut. Michael D. Goldberg, przeł. Michał Krawczyk, Wydawnictwo Krytyki Politycznej, Warszawa 2009 (oryg. 2007)